# Sörbrottet
Sörbrottet zijn twee kleine Zweeds rotseilandjes  of zandbanken behorend tot de Lule-archipel. Ze liggen ten zuidwesten van Kunoön. Ze zijn onbebouwd en hebben geen oeververbinding.